# Казаки (Шептицкий район)
Казаки (укр. Козаки) — село в Добротворской поселковой общине Шептицкого района Львовской области Украины.
Население по переписи 2001 года составляло 42 человека. Занимает площадь 0,073 км². Почтовый индекс — 80411. Телефонный код — 3254.